# 針葉樹林

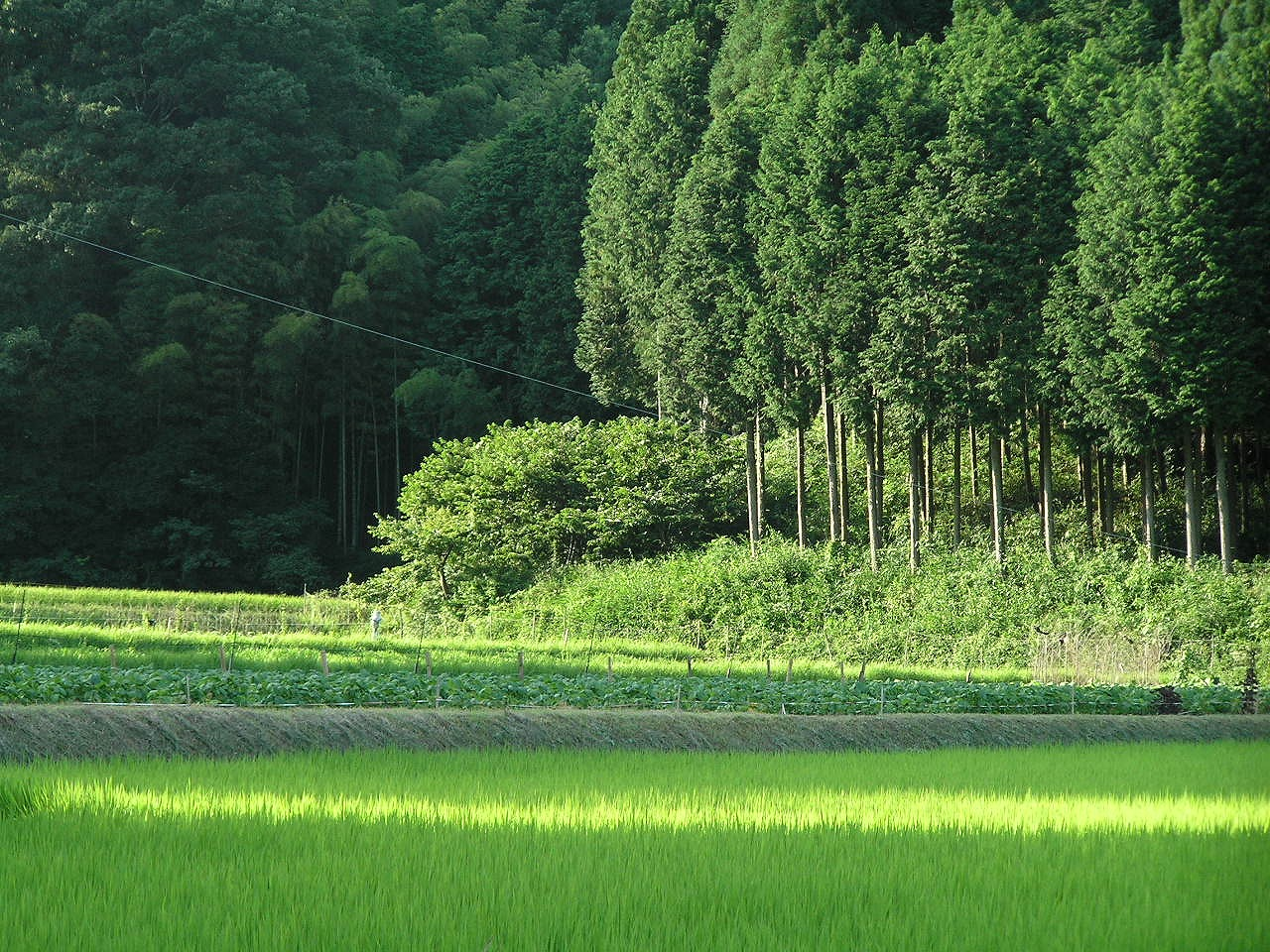
ヒノキ人工林のある里山

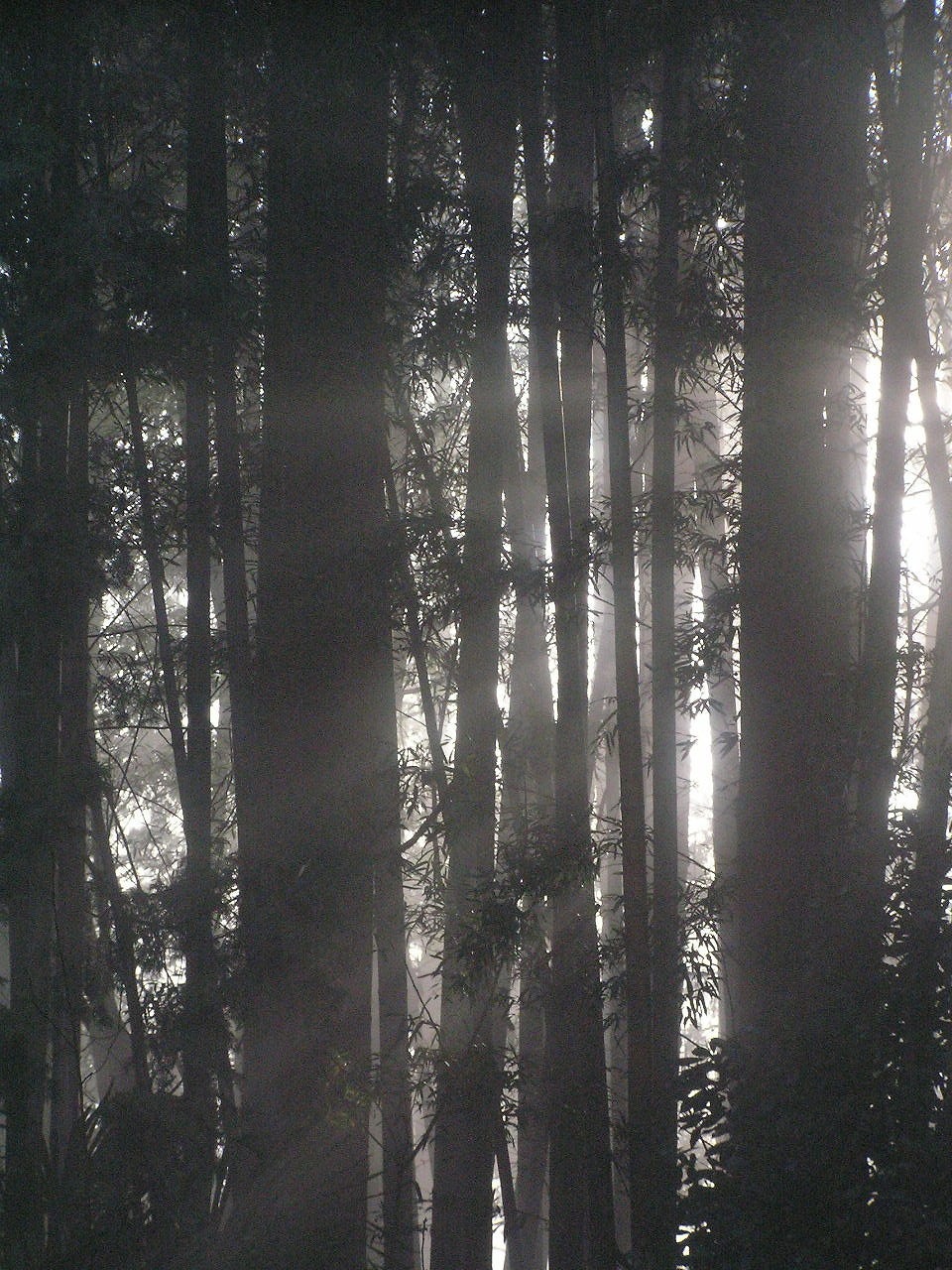
朝日が射すヒノキ人工林

針葉樹林（しんようじゅりん）とは、主として針葉樹で構成された森林である。

## 概要
針葉樹は世界の森林域のほぼ全ての地域に分布するが、多くの地域では広葉樹に混在するか、限られた環境で森林を構成するのみである。針葉樹が中心となる森林が多く見られるのは、広葉樹の生育には適さない地域である。これは、針葉樹がより古い型の植物であるため、種間の競争では広葉樹に勝てないからで、その代わりに劣悪な環境への耐性を発達させたと考えられる。広葉樹が森林を構成できない寒冷な地域では針葉樹が大規模な森林を作る。いわゆる亜寒帯がこれにあたり、シベリアや北アメリカ大陸にはタイガと呼ばれる広大な天然の針葉樹林が広がっている。
針葉樹林には常緑樹林である常緑針葉樹林と、落葉樹林である落葉針葉樹林がある。

## 日本の針葉樹林
日本で極相として針葉樹林があるのは、主に以下のような所である。
- 山岳地帯の亜高山帯針葉樹林。ブナ帯より上で、高山帯までの範囲がこれに当たる。標高で見れば、本州中南部地域ではおよそ1500m以上がほぼこれに当たる。北海道中部以北では平地までこの型の森林帯にはいる。ただし、元からそうであった場所ばかりではなく、人の手によって商業用に後から植えられた樹林帯もある為、どこからどこまでが本来からの針葉樹林であるかは既に良く分からないと思われる。
- 照葉樹林帯ではモミ、ツガなどの針葉樹が混じるが、これらが多いところでは、外からは針葉樹林のように見える。特に、モミ林はまとまった面積を占めることがあり、これを暖帯と温帯の間に位置すると見なし、中間温帯と称することがある。森林を構成する種の組成としては、照葉樹林である。
- 海岸の砂地や岩の上にはクロマツ、アカマツ、イブキなどが目立つ森林が見られるが、広葉樹が中心になっていることが多い。

## 現状
日本で見られる針葉樹林は、その大部分が人工林である。暖帯から温帯ではスギやヒノキ、より寒い地域ではカラマツの植林が多い。特にひと頃の拡大造林の方針のため、自然林より大きな面積を占める。現在は材木としての収益が商売にならないほど下がっており、手入れを放棄された人工林があちこちに見られ、問題となっている。
また、クロマツ、アカマツは、広葉樹の高木の生育が困難な厳しい環境条件下で局所的に安定した群落を維持することを除くと、遷移により次第に広葉樹林になってゆく先駆者樹木であるが、かつては、民家の燃料としてマツの落葉落枝がよく使用され、それによってマツ林が長期にわたって維持されていた。しかし、その後の生活の変化によってマツ林に人手が入らなくなり、そこへマツクイムシによる被害（マツ枯れ）が重なり、現在では大きく減少している。